# Višići
Višići su naseljeno mjesto u gradu Čapljini, Federacija BiH, BiH.

## Općenito
Naseljeno mjesto Višići nalaze se na jugu Bosne i Hercegovine, točnije u Hercegovačko-neretvanskoj županiji, u Gradu Čapljina.
Ovaj prostor u kojem se nalazi selo Višići pripada tzv. niskoj Hercegovini (oblast do 200 m nadmorske visine) ili Donjoneretvanskom kraju. Što se tiče prirodnih granica naseljenog mjesta Višići, one su definirane riječnim tokovima Krupe i Neretve. Rijeka Krupa predstavlja južnu granicu sa susjednim selom Dračevom, dok rijeka Neretva sa zapadne strane odvaja Višiće od Gabele.
Prirodne barijere između Višića i Čeljeva nema, jer se sjeverno od Višića nalazi prostrana i plodna ravnica, gdje lokalni stanovnici uzgajaju različite vrste voća (breskva, nektarina, jabuka) i povrća (paprika, salata, špinat, kupus, itd.).
Kroz naselje prolazi vrlo prometna magistrala M-17, koja poveziva unutrašnjost kontinenta s morskom obalom, odnosno lukom Ploče u Republici Hrvatskoj i jedinim bosanskohercegovačkim gradom na moru, Neumom. Naseljeno mjesto Višići tradicionalno se dijeli na ulice: Misir, Kućišta, Skočim, Neranj, Krupa, Donja Mahala, Tersana.

## Povijest
Najstariji spomen Višića datira iz 1408. god., gdje se na ovom prostoru spominje luka i carinarnica. Međutim, još prije toga u povijesnim izvorima spominje se carinarnica u naselju Nekranj na lijevoj obali Neretve, odnosno na desnoj obali Krupe. Danas je tu smješteno katoličko groblje kapelica sv. Ante i muslimansko groblje. Jedan dubrovački izvor spominje Nekranj 1391. god. te nije isključeno da je i prije 1405. god. tu bila carinarnica vojvode Radića Sankovića ili samog vojvode Sandalja Hranića Kosače između 1392. – 1398. god. Ipak, prvi sigurni dokumenti o postojanju carinarnice u Nekranju imamo iz 1405. god. Carinarnicu na tom mjestu uspostavio je vojvoda Sandalj Kosača, nasuprot carinarnice u obližnjoj Drijevi koju su pod zakup držali Dubrovčani. Na taj Sandaljev čin žalili su se Dubrovčani bosanskome kralju, pa i samome Sandalju. Preko Nekranja je vodio put iz Drijeva, kasnije Gabele u Blagaj preko Nereza i Dubrava.

Višići su u srednjem vijeku bili sastavnim dijelom župe Luke, koja se spominje u Ljetopisu Grgura Barskog, katoličkog biskupa, 1285. god. Ova župa kao upravna jedinica prostirala se s obje strane rijeke Neretve od Počitelja do Opuzena. Glavno mjesto župe bilo je Driva, odnosno Drijeva ili Gabela, a kasnije Novi više današnje Čapljine, dok konačno u vrijeme Vlatkovića – Jurjevića sjedište župe nije preneseno u grad Vratar između Metkovića i Vrgorskog jezera.

## Stanovništvo

### Popisi 1971. – 1991.
| Višići             |                |                |                |
| godina popisa      | 1991.          | 1981.          | 1971.          |
| Hrvati             | 1207 (67,50 %) | 1197 (68,05 %) | 1039 (67,95 %) |
| Muslimani          | 528 (29,53 %)  | 461 (26,20 %)  | 441 (28,84 %)  |
| Srbi               | 23 (1,28 %)    | 35 (1,98 %)    | 38 (2,48 %)    |
| Jugoslaveni        | 15 (0,83 %)    | 58 (3,29 %)    | 5 (0,32 %)     |
| ostali i nepoznato | 15 (0,83 %)    | 8 (0,45 %)     | 6 (0,39 %)     |
| ukupno             | 1788           | 1759           | 1529           |

### Popis 2013.
| Višići             |                |
| godina popisa      | 2013.          |
| Hrvati             | 1329 (75,30 %) |
| Bošnjaci           | 406 (23,00 %)  |
| Srbi               | 12 (0,68 %)    |
| ostali i nepoznato | 18 (1,02 %)    |
| ukupno             | 1765           |

## Kultura

### OŠ Lipanjske zore
Osnovna škola Višići započela je s organiziranim radom 1938. god., gdje se nastava izvodila u obliku tečaja. Prvi učitelj bio je Mato Ćorić. 
Školske godine 1960./1961. škola postaje središnja s područnim školama u Dračevu, Čeljevu, Klepcima i Prebilovcima. U školi u Višićima bilo je 10 odjela s ukupno 292 učenika. Školu je završila prva generacija osmog razreda. Nakon potresa, koji je oštetio zgradu škole, nastava se održavala pod šatorima, a kasnije u hangarima. Školske godine 1965./1966. školu je pohađalo 640 učenika. 
Danas Osnovna škola "Lipanjske zore" u Višićima ima 7 područnih škola od kojih je jedna osmorazredna. Ukupno ima 706 učenika koji se školuju u dvije smjene, te 56 učitelja i nastavnika. Učiteljski kadar je stručno osposobljen za odgoj i obrazovanje djece.

### Spomenik
U sklopu proslave Lipanjskih zora, 6. lipnja 2009. godine u Višićima, župa Dračevo, svečano je blagoslovljen spomenik poginulim hrvatskim braniteljima i civilnim žrtvama iz Domovinskoga rata. Za obranu ovih  prostora selo Višići žrtvovalo je 10 života svojih sumještana. U zahvalu i sjećanje na njih podignut je ovaj spomenik na kojem, uz njih ova imena, dominiraju dva najsvetija simbola našega naroda, križ i hrvatski grb. Spomenik su otkrili najuži članovi obitelji poginulih branitelja uz prisutstvo velikoga broja vjernika ovoga mjesta i okolice.
" Preživjet ćeš u svojoj djeci
U starcima, u mrtvima
U svom imenu
Jer sada znaš koliko možeš trpjeti "

### HKUD Višići
HKUD Višići osnovali su početkom listopada 2012. godine zaljubljenici u kulturu, tradiciju i povijest mjesta Višići, odvajanjem od HKUD "Luke". Trenutno broji oko 40 aktivnih članova koji su podijeljeni u četiri skupine: mušku pjevačku, žensku pjevačku, dječju pjevačku te folklornu skupinu. Zabilježili su brojne nastupe na području Hercegovine i Republike Hrvatske.

## Šport
U naseljenom mjestu Višići trenutno djeluje jedan sportski kolektiv – HNK Višići.
Malonogometni turnir Višići održava se od 1980. Od 1978. do 1979. bio je nogometni turnir.

## Znamenitosti
- Rimska vila s ostatcima iz rimskog antičkog perioda te ranog i kasnog srednjeg vijeka, nacionalni spomenik BiH[4]

## Poznate osobe
- Nikola Martić, pjesnik